# 成田市営大谷津球場
成田市営大谷津球場（なりたしえいおおやつきゅうじょう）は、千葉県成田市の大谷津運動公園内にある、成田市が所有する野球場である。

## 概要
一般的に「成田市営球場」「大谷津」と呼ばれる（球場外壁には「大谷津運動公園野球場」とある）。しかし、成田市所有の市営球場には成田駅近くの中台運動公園、大栄地区にある大栄野球場（ナスパ・スタジアム）などが存在する。
球場のすぐ脇を京成成田空港線の高架橋が通る。

## 歴史
1971年（昭和46年）に開場。主に全国高等学校野球選手権千葉大会や中学野球の試合会場として使用されている。1973年（昭和48年）の若潮国体や2005年（平成17年）の千葉きらめき総体、2010年（平成22年）開催のゆめ半島千葉国体ではソフトボール競技の会場となるなど、ソフトボール場として使われることも多い。
プロ野球の試合が初めて開催されたのは2004年（平成16年）4月25日のイースタン・リーグ・読売ジャイアンツ対千葉ロッテマリーンズ戦（巨人主催）で成田市市制施行50周年記念事業として行われた。2008年（平成20年）には同様のカード（千葉ロッテ主催）が7月30日に行われた。この球場でホームゲームを行うロッテが浦和球場同様3塁側ベンチを使用する。
北千葉道路の整備に伴い、2014年(平成26年)10月1日より2020年(令和2年)3月19日まで閉鎖されていた。そのため、夏の高校野球選手権千葉大会では2015年（平成27年）から2019年（令和元年）まで使用することができず、大栄野球場を代替会場として使用していた。2020年（令和2年）から使用可能になったが、大会自体が代替大会の「2020 夏季千葉県高等学校野球大会」となり、成田市などの香取・東総地域（第6地区）の地区トーナメント会場として、当球場と大栄野球場が両方使用されることになった。
2024年（令和6年）10月1日より5年間の契約で、地元成田市名物の羊羹で著名な米屋（なごみの米屋）が、大谷津公園自体のネーミングライツを取得し、公園の名称が「なごみの米屋ぴーちゃんフィールド大谷津」になったため、球場名が「なごみの米屋ぴーちゃんフィールド大谷津野球場」となった。なお、「ぴーちゃん」とは、なごみの米屋の看板商品の1つである「ぴーなっつ最中」のキャラクターである。

## 施設概要
- 所在地：成田市押畑952番地3号地
- 両翼：92m、中堅：120m
- スコアボード：パネル式
バックスクリーン側に得点掲示板、右中間側（バックスクリーン右側）にメンバー表がある（DH制非対応）
- 照明設備：なし（かつては6基あったが、老朽化のため撤去され、2025年以降は使用できない）
- 収容人員：12,000人（外野は芝生席）
- ダッグアウト、ホーム（3塁側）、ビジター（1塁側）

## 交通
- JR成田駅西口から千葉交通竜角寺台車庫・成田病院・大谷津球場・房総のむら行「大谷津球場前」下車（房総のむら行きは臨時運行）。

※高校野球千葉県大会やイースタンリーグ公式戦等の開催時には臨時直行バスが運行される。